# 手続き的知識
手続き的知識（てつづきてきちしき、Procedural Knowledge）とは、何かをする際のハウツー的な知識。普通はノウハウ（Know-how）ともいう。人工知能、認知心理学、知的財産権における意味も合わせて解説する。

## 解説
ノウハウは宣言的知識などの他の知識とは異なる形式であり、何らかの作業に直接適用可能である。問題解決の手続き的知識と問題解決に関する宣言的知識は異なる。例えば、この種のノウハウと呼ばれる知識は、法体系によっては企業の知的財産権が考慮され、企業買収の際にその知識も購入されたものとみなす。
手続き的知識の限界は職業依存性がある。すなわち、手続き的知識は宣言的知識よりも汎用性に乏しい傾向がある。例えば、コンピュータの専門家は各種言語（あるいは擬似コード）でのアルゴリズムに関する知識を持つと推測されるが、Visual Basic しか知らないプログラマは Visual Basic で書かれたアルゴリズムの実装しか知らないかもしれない。従って、Visual Basic プログラマの専門知識や経験は Visual Basic が必要とされる仕事でしか生かせない可能性がある。
手続き的知識の利点は、実地の経験、問題解決の慣習、特定の解決法の限界への理解といった感覚を伴う点である。そのため、ノウハウはしばしば理論をも侵食する。

## 人工知能における手続き的知識
人工知能において、手続き的知識は知的エージェントが処理する知識の形態の1つである。そのような知識は、有限状態機械やプログラムの形態で表される。良く知られた例として Procedural Reasoning System があり、それを使った移動可能な案内ロボットは「部屋に案内する」とか「経路を立案する」といった手続き的知識を持って建物内を案内する。一方、宣言的知識の基づいた人工知能システムは、その建物の地図とロボットの基本的動作（前進、回転、停止など）を持っていて、領域固有の自動計画アルゴリズムによって目標を達成するための行動を決定する。

## 認知心理学における手続き的知識
認知心理学における手続き的知識は、作業を行う方法に関する知識を示す用語である。また、宣言的知識と異なり、特定の個人と明瞭にリンクしない知識や無意識的知識に付随していることが多い。例えば、多くの人は特定の顔つきを「魅力的だ」と認識したり、特定の冗談を「おかしい」と認識したりするが、何故そう認識したかを明確に説明できないし、「魅力」とか「おかしさ」の明確な定義を説明できないものである。認知心理学者 Pawel Lewicki の研究によると、手続き的知識は共変情報に関する無意識的処理によって獲得されることが示された。

## 知的財産権における手続き的知識
知的財産権において、ノウハウとは工業技術に関連する秘密情報であり、時にはそれを使うことによって商業的利益を得ることができる企業秘密をも意味する。ノウハウは多くの場合、そこから利益が得られるという意味で法的には知的財産権の一部とされるが、特許や商標と共に使用権のライセンスを与える形で限定的に利用できるようリリースされることが多い。しかし、ライセンス契約の対象としてのノウハウはパブリックドメインにない秘密の情報だけから構成されるわけではない。秘密情報と、それに関連する公知情報（その方面の専門家にとっては一般的な知識）の組み合わせで構成されるものである。